# Governatorati dello Stato di Palestina

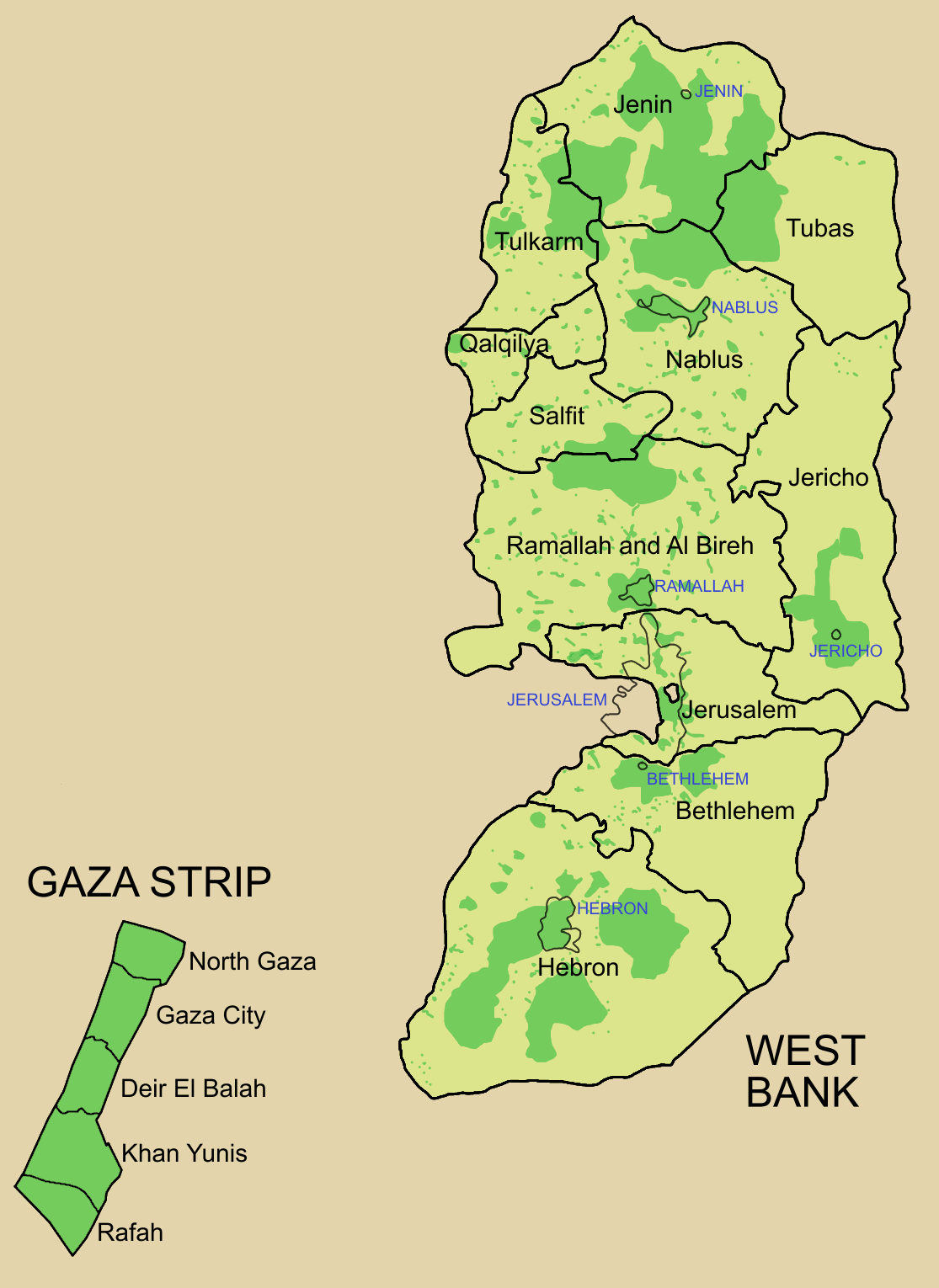
Mappa dello stato palestinese

I governatorati dello Stato di Palestina sono gli enti territoriali di secondo livello che suddividono lo Stato di Palestina nei territori palestinesi.
Dopo la firma degli accordi di Oslo, i territori delle due regioni di Cisgiordania e Striscia di Gaza sono stati divisi in tre zone (zona A, zona B e zona C) e 16 governatorati sotto la giurisdizione dell'Autorità Nazionale Palestinese.
Dal 2007, i territori palestinesi sono governati da due diversi governi, che affermano di essere il governo legittimo dell'Autorità nazionale palestinese, uno con sede in Cisgiordania e l'altro nella Striscia di Gaza.

## Governatorati della Cisgiordania

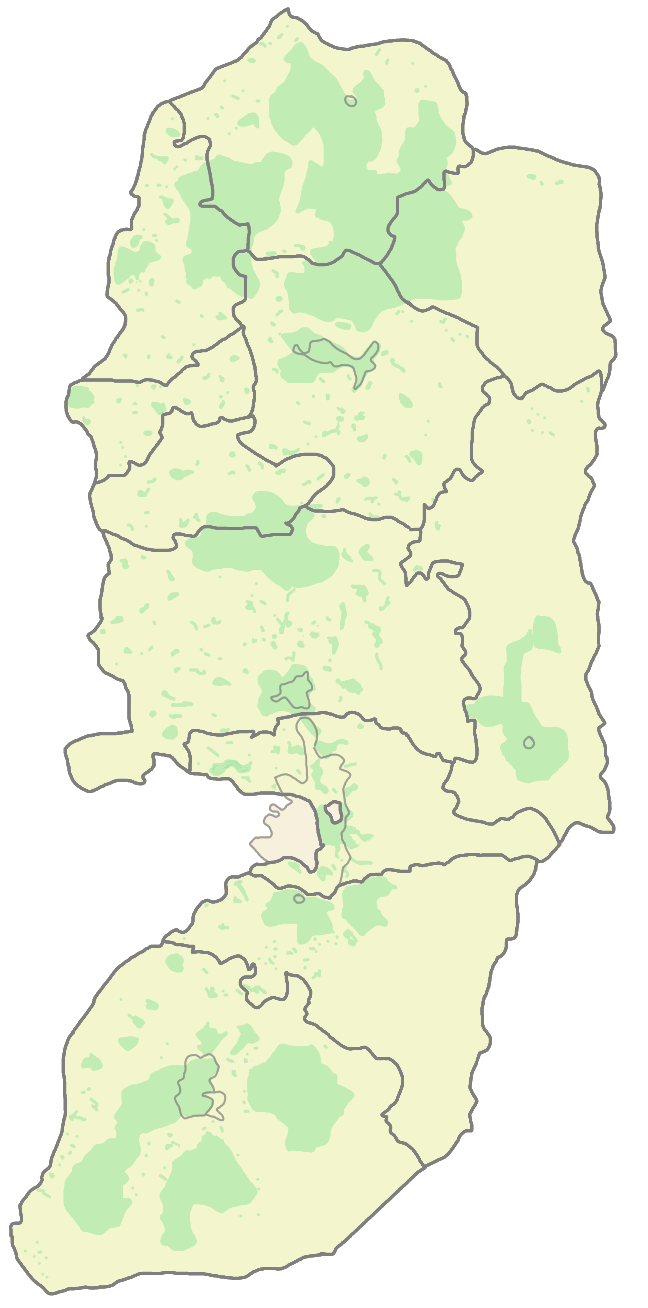
Governatorati della Cisgiordania.

| Governatorato                                                                                          | Popolazione (2012) | Superficie (km²) | ISO 3166-2 |
| --- | ------------------ | ---------------- | ---------- |
| Governatorato di Betlemme                                                                              | 176.515            | 644              | PS-BTH     |
| Governatorato di Gerico                                                                                | 41.724             | 608              | PS-JRH     |
| Governatorato di Gerusalemme (compresa Gerusalemme Est annessa da Israele con cittadinanza israeliana) | 362.521            | 344              | PS-JEM     |
| Governatorato di Hebron                                                                                | 551.129            | 1.060            | PS-HBN     |
| Governatorato di Jenin                                                                                 | 256,212            | 583              | PS-JEN     |
| Governatorato di Nablus                                                                                | 321.493            | 592              | PS-NBS     |
| Governatorato di Qalqilya                                                                              | 59.464             | 164              | PS-QQA     |
| Governatorato di Ramallah e al-Bireh                                                                   | 278.018            | 844              | PS-RBH     |
| Governatorato di Salfit                                                                                | 59.464             | 191              | PS-SLT     |
| Governatorato di Tubas                                                                                 | 48.771             | 372              | PS-TBS     |
| Governatorato di Tulkarm                                                                               | 158.213            | 239              | PS-TKM     |
| Totale                                                                                                 | 2.345.107          | 5.671            |            |

## Governatorati della Striscia di Gaza

Governatorati della Striscia di Gaza.

| Governatorato                  | Popolazione (2012) | Superficie (km²) | ISO 3166-2 |
| ------------------------------ | ------------------ | ---------------- | ---------- |
| Governatorato di Dayr al-Balah | 205.534            | 56               | PS-DEB     |
| Governatorato di Gaza          | 496.410            | 70               | PS-GZA     |
| Governatorato di Gaza Nord     | 270.245            | 61               | PS-NGZ     |
| Governatorato di Khan Yunis    | 270.979            | 108              | PS-KYS     |
| Governatorato di Rafah         | 173.371            | 65               | PS-RFH     |
| Totale                         | 1.416.539          | 360              |            |